# Rosa chinensis
Rosa chinensis, conocida también como rosa china, es una especie del género Rosa, nativa de la zona central de China: Guizhou, Hubei, y Sichuan.

## Descripción
Es un arbusto que alcanza un tamaño de hasta uno o dos metros de altura. De hoja pinnada, de tres a cinco foliolos, con 2,5–6 cm de largo y 1-3 cm de ancho. En la especie salvaje (a veces listada como Rosa chinensis var. spontanea) las flores tienen cinco pétalos de color rosa a rojo. Su fruto es un escaramujo rojo de 1-2 cm de diámetro.

## Usos

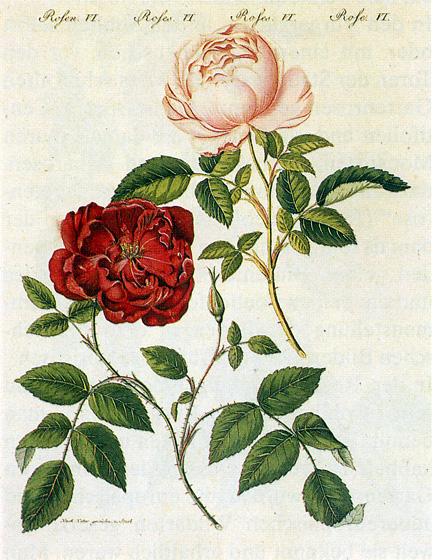
Pintura del con dos de estas rosas

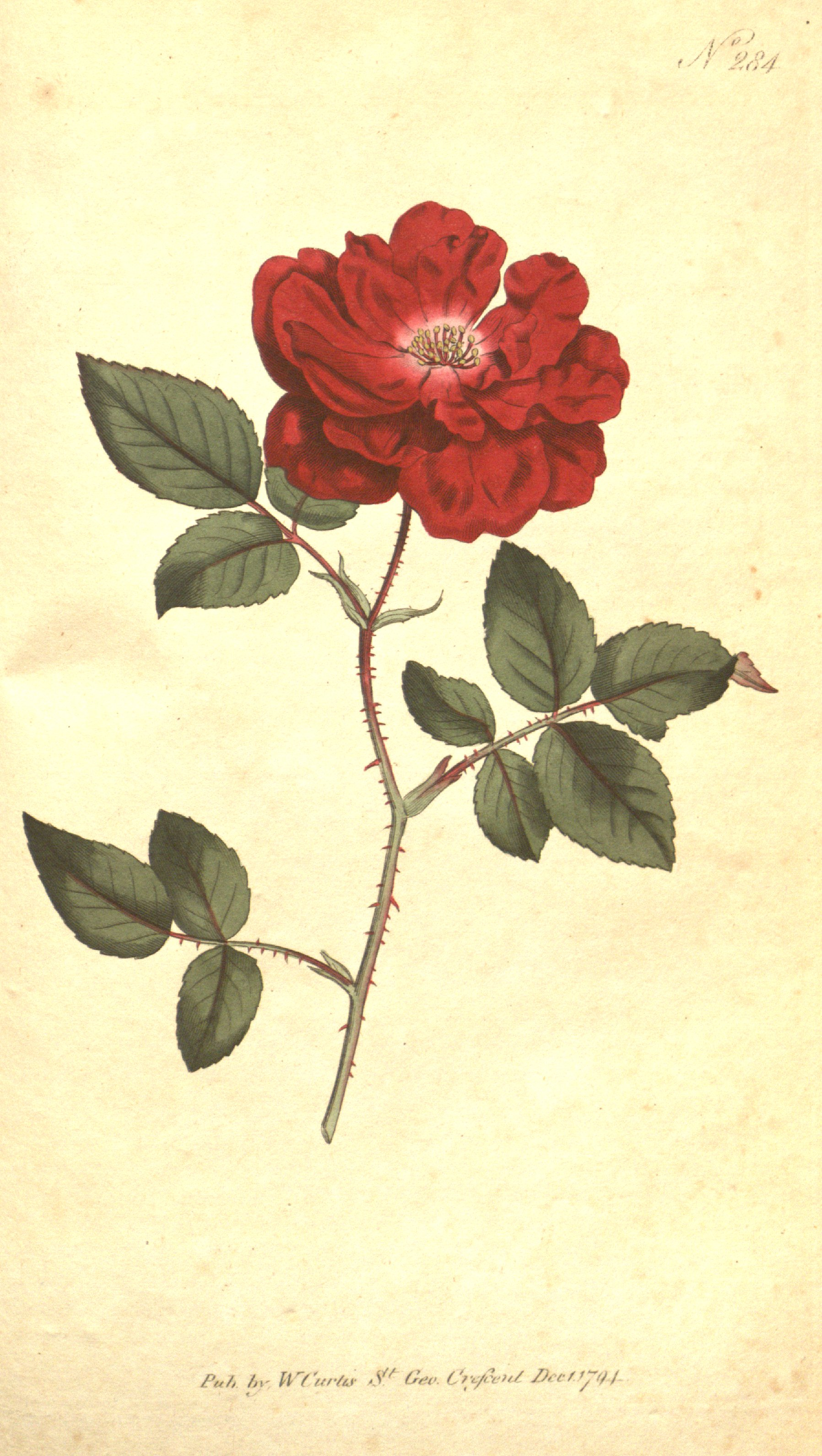
Ilustración

Esta especie es cultivada mayormente como planta ornamental, numerosos cultivares han sido seleccionados, por variantes como el color de la flor y por lo general en el aumento del número de pétalos (flores semidobles o dobles). La especie es también importante en la cría de muchos rosales modernos, incluyendo las rosas híbridas de té.
Su flor y fruto han sido usados en la medicina tradicional china, como tratamiento para la menstruación irregular o dolorosa, así como en la inflamación de la tiroides.

## Taxonomía
Rosa chinensis fue descrita por Nikolaus Joseph von Jacquin y publicado en Observationum Botanicarum 3: 7, t. 55. 1768.
Etimología
Rosa: nombre genérico que proviene directamente y sin cambios del latín rosa que deriva a su vez del griego antiguo rhódon, , con el significado que conocemos: «la rosa» o «la flor del rosal»
chinensis: epíteto geográfico que alude a su localización en China.
Variedades aceptadas
- Rosa chinensis var. longifolia (Willd.) Rehder
- Rosa chinensis var. minima (Sims) Voss
- Rosa chinensis f. mutabilis (Correvon) Rehder
- Rosa chinensis var. semperflorens (W.M.Curtis) Koehne
- Rosa chinensis var. spontanea (Rehder & E.H.Wilson) T.T.Yu & T.C.Ku
- Rosa chinensis f. viridiflora (Lavall‚e) C.K.Schneid.

Sinonimia
- Rosa chinensis var. chinensis
- Rosa indica Lour.
- Rosa indica Focke
- Rosa indica Redout‚ & Thory
- Rosa indica var. vulgaris Redout‚ & Thory
- Rosa nankinensis Lour.[2]